# Андрес Химено
Андрес Химено Толагера (на испански: Andrés Gimeno Tolaguera) е испански тенисист. 

## Биография
Андрес Химено Толагера е роден на 3 август 1937 г. в Барселона, Испания.
Химено се жени за Кристина Корола през 1962 г., имат три деца: Алехо Химено, Андрес Химено младши и Кристина Химено.
През 2011 г. Химено губи всичките си спестявания, най-добрите испански тенисисти Рафаел Надал, Томи Робредо, Фелисиано Лопес и Давид Ферер играят демонстративен тенис турнир в Палау Блауграна, за да наберат средства за него.
Андрес Химено почива след дълго боледуване на 9 октомври 2019 г. на 82-годишна възраст.

## Кариера
Андрес Химено печели през 1972 г. Откритото първенство на Франция и става най-възрастния шампион от Големия шлем за първи път в Оупън ерата, на 34 години.
Химено е активен играч за Купа Дейвис, записвайки рекорд победи-загуби 18–5 на сингъл, и 5–5 на двойки.

## Кариерна статистика

#### Титли отГолям шлем(1)
| година | турнир      | съперник      | резултат                   |
| ------ | ----------- | ------------- | -------------------------- |
| 1972   | Ролан Гарос | Патрик Пройзи | 4 – 6, 6 – 3, 6 – 1, 6 – 1 |

#### Финали на сингъл отГолям шлем(1)
| година | турнир       | съперник   | резултат            |
| ------ | ------------ | ---------- | ------------------- |
| 1969   | ОП Австралия | Род Лейвър | 3 – 6, 4 – 6, 5 – 7 |

### Финали на двойки в турнири от Големия шлем (2)
| година | турнир      | партньор        | съперник                 | резултат                    |
| ------ | ----------- | --------------- | ------------------------ | --------------------------- |
| 1960   | Ролан Гарос | Хосе Луис Арила | Рой Емерсън Нийл Фрейзър | 2 – 6, 10 – 8, 5 – 7, 4 – 6 |
| 1968   | ОП САЩ      | Артър Аш        | Боб Луц Стан Смит        | 9 – 11, 1 – 6, 5 – 7        |